# Bayero University Kano
Bayero University Kano (Uniwersytet Bayero w Kano) – nigeryjski uniwersytet w Kano.
Nazwa pochodzi od Abdullahi Bayero, emira Kano w latach 1927–1953. 
Formalnie uniwersytet istnieje od 1977, jednak jego tradycja sięga 1960, kiedy to utworzono Ahmadu Bello College w Kano.

## Wydziały
W ramach uczelni działają następujące wydziały:
- Wydział Edukacji
- Wydział Medycyny
- Wydział Nauk Społecznych i Zarządzania
- Wydział Nauk Ścisłych
- Wydział Prawa
- Wydział Rolnictwa
- Wydział Techniki
- Wydział Nauk Humanistycznych i Studiów Islamskich.